# Keady
Keady (afgeleid van An Céide hetgeen 'honderd' betekent) is een plaats in het Noord-Ierse graafschap County Armagh. De plaats telt 2.960 inwoners.
Keady ligt ten zuiden van Armagh en dicht bij de grens met de Republiek Ierland.

## Geboren
- Tommy Makem (1932-2007), Noord-Iers-Amerikaans Ierse folkmuzikant, artiest, dichter en verhalenverteller

Armagh · Keady · Lurgan · Newry (west)